# Southern Highlands
Southern Highlands är en provins i Papua Nya Guinea.

## Administrativ indelning
Provinsen är indelad i åtta distrikt.
- Ialibu-Pangia
- Imbonggu
- Kagua-Erave
- Komo-Magarima
- Koroba-Kopiago
- Mendi-Munihu
- Nipa-Kutubu
- Tari-Pori